# SO-DIMM

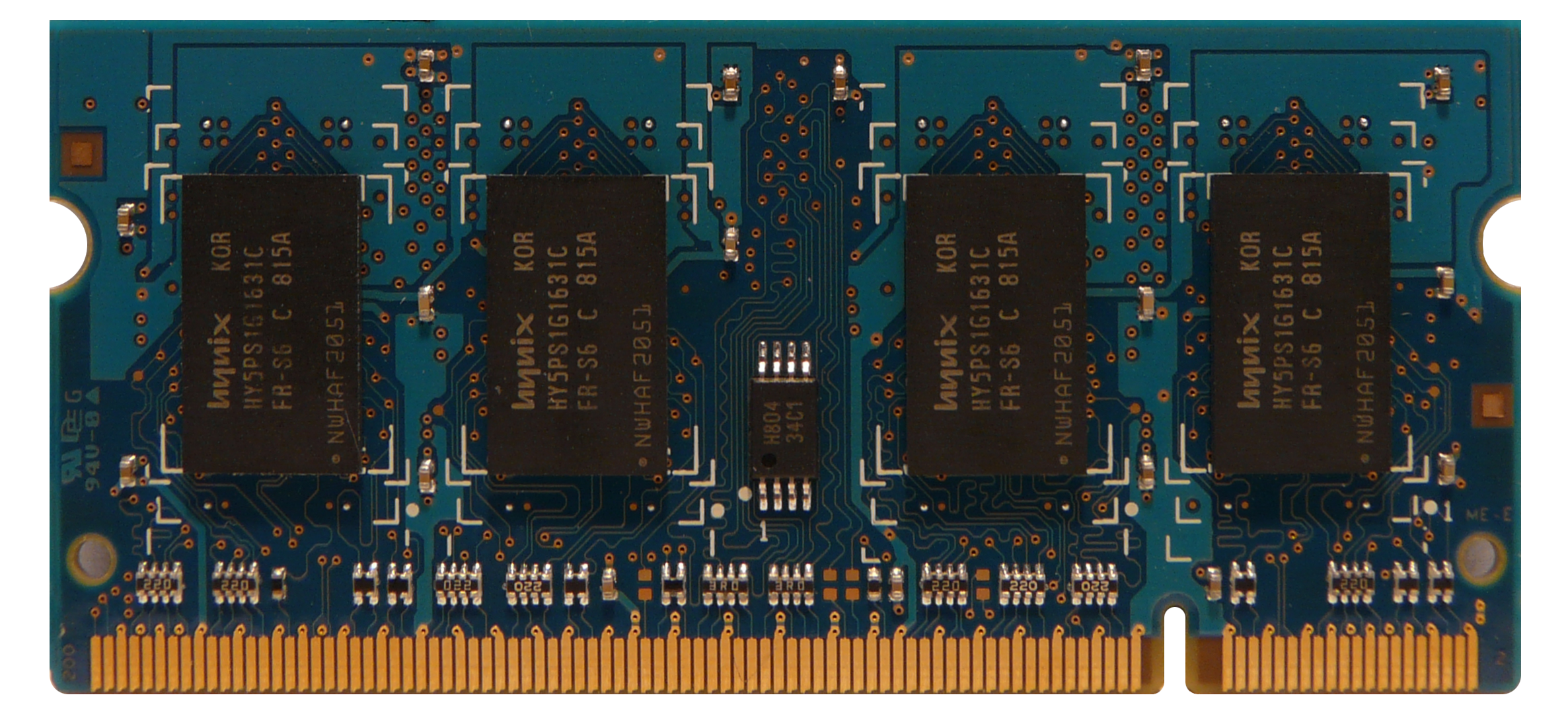
一个200针PC6400 DDR2 SO-DIMM

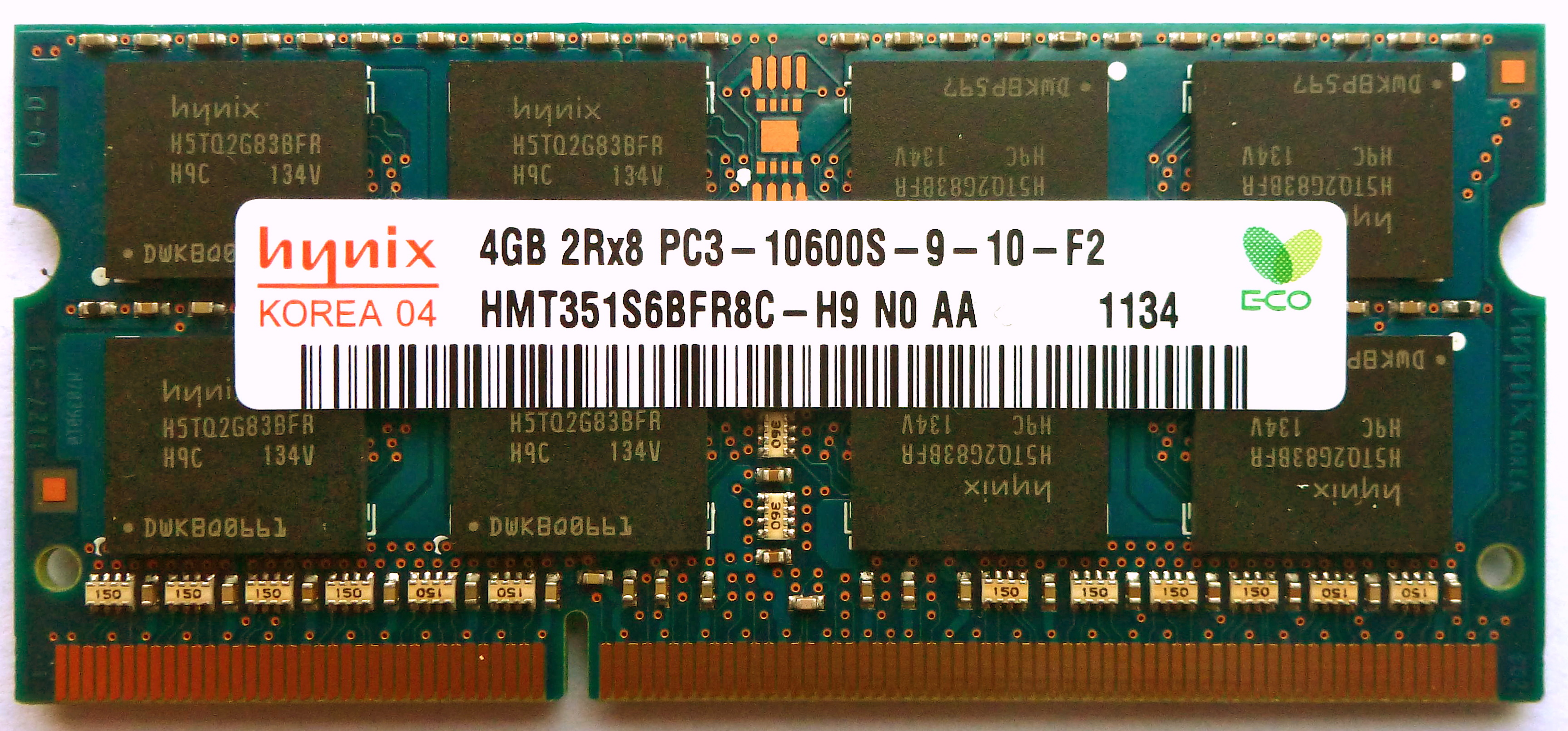
一个204针PC3-10600 DDR3 SO-DIMM

对200针DDR、DDR2 SDRAM SO-DIMM和204针DDR3 DIMM模块的比较

小外形双列直插式内存模块（英語：small outline dual in-line memory module），通常简称为SO-DIMM或SODIMM，它是一种采用集成电路的電腦記憶體。SO-DIMM类似DIMM，但它的体积更小，大约是常规DIMM的一半。
SO-DIMM经常用于空间有限的系统，例如筆記型電腦、基于Mini-ITX主板的小体积个人电脑，高端可升级办公打印机，以及诸如路由器、NAS设备等网络硬件。

## 外观识别
大多数SO-DIMM的类型可直观的通过不同的凹槽缺口识别，它们用于不同的平台：
- 100针SO-DIMM有两个缺口。[2]
- 144针SO-DIMM在中心附近有一个缺口。[3]
- 200针SO-DIMM在更靠近一侧处有一个缺口。[4]此缺口的确切位置有差异（请见下文）。
- 204针SO-DIMM（DDR3）有比200针SO-DIMM的靠近中心的缺口更靠近中心的缺口。[5]
- 260针SO-DIMM（DDR4），宽度69.6 mm（2.74英寸） ，高度30 mm（1.2英寸），这使它比DDR3 SO-DIMM高2 mm（0.079英寸），在144针后有一个缺口。[6]
- 260针SO-DIMM（UniDIMM），宽度69.6 mm（2.74英寸），高度30 mm（1.2英寸） or 20 mm（0.79英寸），有一个与DDR3 SO-DIMM不同的缺口。[7][8]

### 200针SO-DIMM的变种
200针SO-DIMM可以为DDR或DDR2类型。这两种情况下，缺口位于板卡长度的五分之一处（20针+缺口80针），但在DDR2中该缺口位于靠近板卡中心的位置。这两种类型的内存不能互换。不同的缺口位置是为防止较差安装，同时帮助直观地视觉识别200针SO-DIMM模块。
这种差异设计是为避免将电气不兼容的不同DDR世代内存和控制器联接。DDR SO-DIMM工作电压为2.5 V，而DDR2 SO-DIMM则为1.8 V。

## 一般特征
200和204针SO-DIMM长度为67.6 mm（2.66英寸） 宽度为31.75 mm（1.250英寸），最大总深度为3.8 mm（0.15英寸）。
SO-DIMM在功率和电压额定值上或多或少等同DIMM，并且尽管存储器模块的尺寸较小，SO-DIMM技术并不会比DIMM得到更低的性能。例如，DDR3 SO-DIMM提供533 MHz（1066 MT/s，PC3-8500）的时钟速度，CAS深度为7，并且有单个模块4 GB的高容量。
DDR2 SO-DIMM内存模块通常有200 MHz至400 MHz（PC2-6400）的时钟速度。204针SO-DIMM也可以包含DDR3 SDRAM，规格如PC3-6400、PC3-8500、PC3-10600、PC3-14900和PC3-17000。  260针UniDIMM可能包含DDR3或DDR4 SDRAM，这取决于其配置。部分SO-DIMM也提供ECC功能；无缓冲的ECC SO-DIMMs称为SO-CDIMM。